# Pablo Fernández Mezo
Pablo Fernández Mezo (Baracaldo, Vizcaya, 20 de agosto de 1963) es un  funcionario y político español, actualmente concejal del Ayuntamiento de Sestao.

## Biografía
Estudió en el Instituto Politécnico de Baracaldo donde cursó los estudios de formación profesional y se graduó en 1983. Estudió la diplomatura en relaciones laborales en la Universidad de Oviedo, graduándose en 1991. Después obtuvo la licenciatura en Derecho en la Universidad Nacional de Educación a Distancia (UNED).
Actualmente trabaja en el Ministerio de Trabajo, Migración y Seguridad Social del Gobierno de España, como funcionario de carrera del Cuerpo de Gestión de la Administración de la Seguridad Social. Actualmente es el Jefe de Sección del IMV en la Seguridad Social (INSS).

## Trayectoria política
En el año 2021, Fernández fue elegido secretario general de Podemos Sestao, sucediendo a Richar Vaquero tras su nombramiento como coordinador de Podemos Bizkaia.

En las elecciones a las Juntas Generales del País Vasco de 2023 fue candidato de lista a las Juntas Generales de Vizcaya por la circunscripción de Las Encartaciones, por la coalición Elkarrekin Bizkaia (Podemos, IU, Equo y Alianza Verde), con Richar Vaquero como cabeza de lista y con Eneritz de Madariaga como candidata a Diputada General de Bizkaia. Finalmente no obtuvo escaño como juntero en el Parlamento foral.

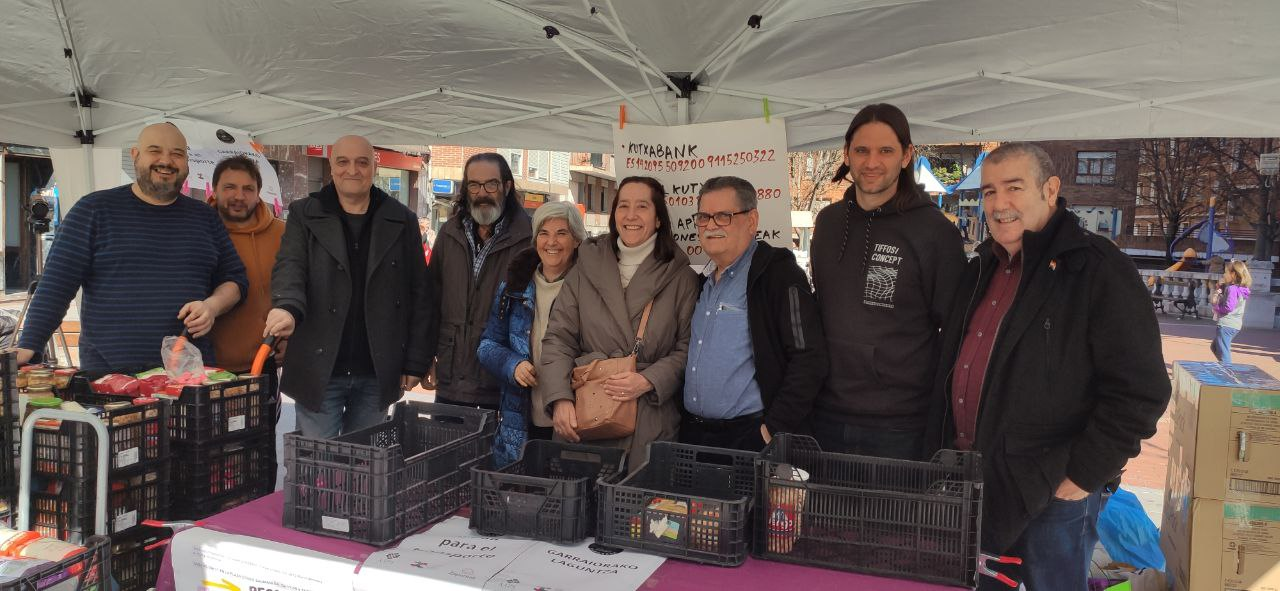
Miembros de Podemos Sestao junto con miembros de la ONG "Zaporeak" en la recogida de alimentos para las personas refugiadas afectadas por los terremotos de Turquía y Siria de 2023. Miembros de Podemos Sestao: Richar Vaquero, Isidoro Temprano, Pablo Fernández, Inma Arias, Montserrat Roca y Óscar Albalat.

En las elecciones municipales de España de 2023, fue candidato al Ayuntamiento de Sestao por la coalición Elkarrekin Sestao (Podemos, IU, Equo y Alianza Verde), con Inma Arias como candidata a alcaldesa y cabeza de lista. Salió electo concejal del Ayuntamiento de Sestao.

## Vida personal
Vive en Sestao.